# Barford, Northamptonshire
Barford var en civil parish från 1858 till 1935 då den blev en del av Rushton, i grevskapet Northamptonshire, i England. Civil parish var belägen 4 km från Kettering och hade 16 invånare år 1931. Byar nämndes i Domedagsboken (Domesday Book) år 1086, och kallades då Bereford.